# Chloridolum obscuripenne
Chloridolum obscuripenne är en skalbaggsart som beskrevs av Francis Polkinghorne Pascoe 1869. Chloridolum obscuripenne ingår i släktet Chloridolum och familjen långhorningar. Inga underarter finns listade i Catalogue of Life.